# Граф Поуис

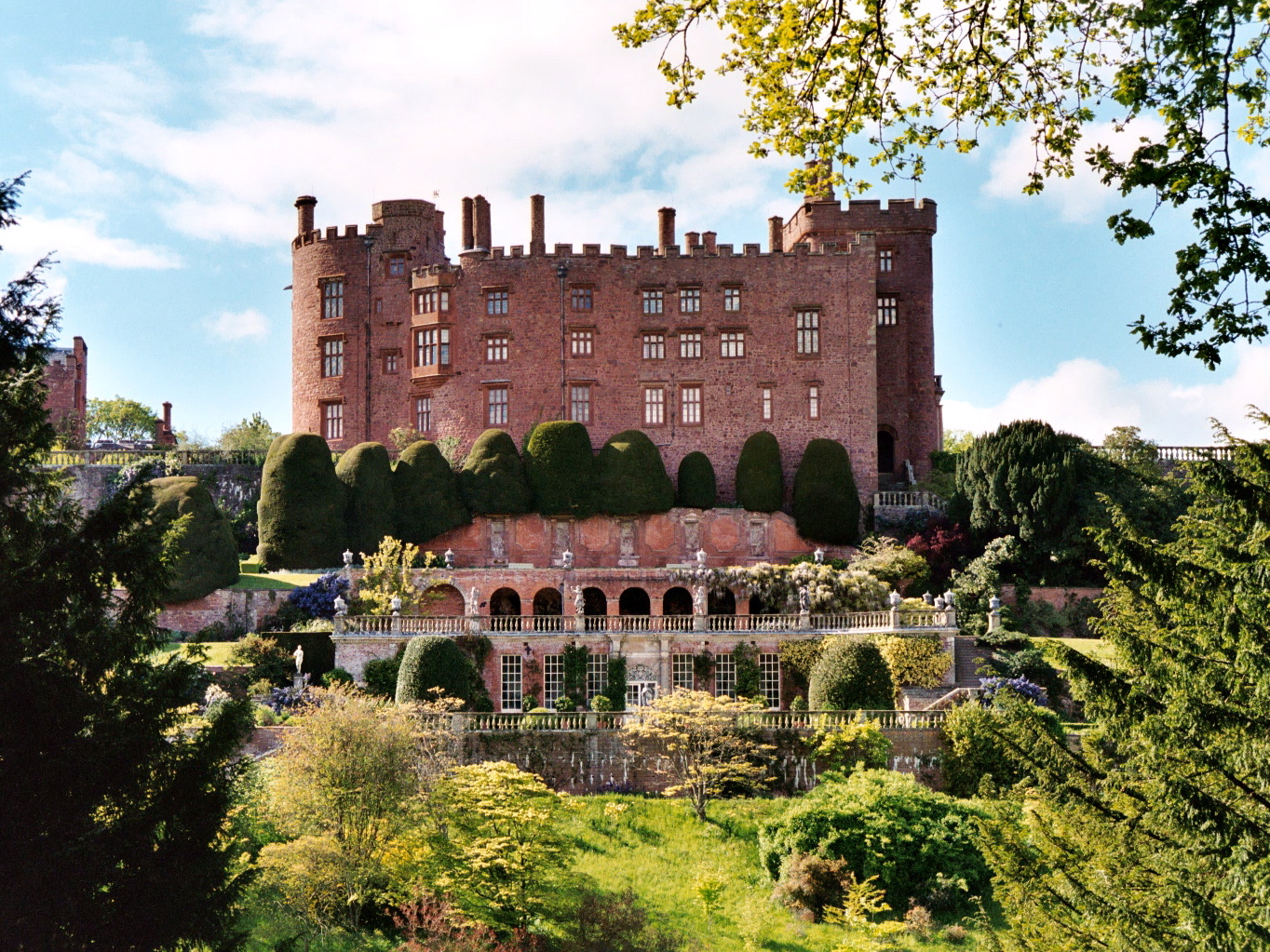
Замок Поуис в Уэльсе

Граф Поуис (англ. Earl of Powis) — наследственный титул, созданный трижды в британской истории.

## История
Впервые титул графа Поуиса был создан в 1674 году в системе пэрства Англии для Уильяма Герберта, 3-го барона Поуиса (1626—1696), потомка Уильяма Герберта, 1-го графа Пембрука (1501—1570). В 1687 году он получил титул маркиза Поуиса. В 1748 году после смерти его внука, Уильяма Герберта, 3-го маркиза Поуиса (1698—1748), титул маркиза и графа Поуиса прервался.
В 1748 году титул графа Поуиса был вторично создан в пэрстве Великобритании для Генри Артура Герберта (1703—1772), мужа Барбары Герберт, дочери лорда Эдуарда Герберта, младшего брата Уильяма, 3-го маркиза Поуиса. Генри Артур Герберт успешно защищал интересы в Палате общин Блетчингли (1724—1727) и Ладлоу (1727—1743), занимал пост лорда-лейтенанта Монтгомеришира (1761—1772) и Шропшира (1735—1761, 1764—1772). В 1743 году для него был создан титулы барона Герберта из Чербери. В 1748 году вместе с графский титулом он получил титулы барона Поуиса и виконта Ладлоу. В 1749 году для него был создан титул барона Герберта из Чербери и Ладлоу. Его сын, Джордж Герберт, 2-й граф Поуис (1755—1801), был лордом-лейтенантом Монтгомеришира (1776—1801) и Шропшира (1798—1801). После его смерти в 1801 году все титулы угасли.

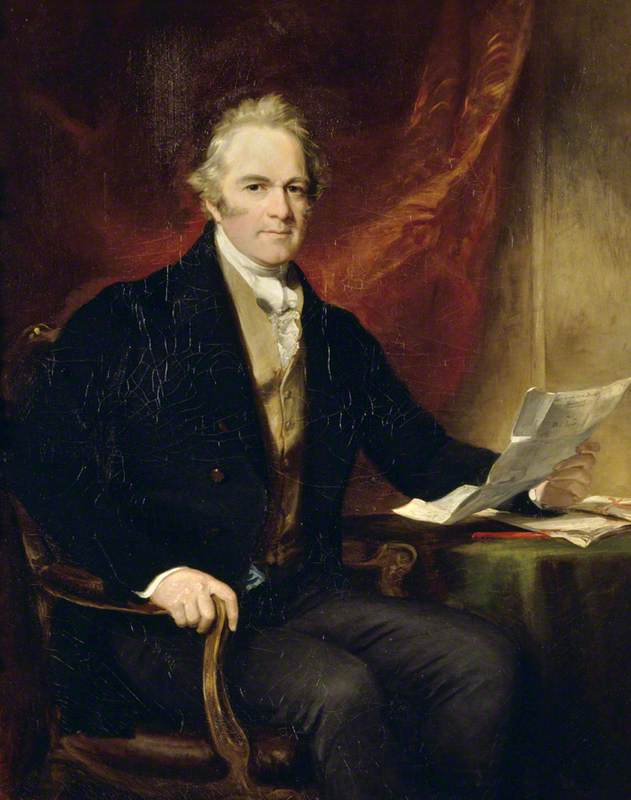
Эдвард Герберт, 2-й граф Поуис (1785—1848), портрет работы Фрэнсиса Гранта

В 1804 году титул графа Поуиса в графстве Монтгомеришир был в третий раз воссоздан в пэрстве Соединённого королевства для Эдварда Клайва, 2-го барона Клайва (1754—1839). Он был женат на леди Генриетте Герберт (1758—1830), младшей сестре Джорджа Герберта, 2-го графа Поуиса. Ранее он представлял в Палате общин интересы Ладлоу, а также служил лордом-лейтенантом графств Шропшир (1772—1774) и Монтгомеришир (1773—1774). Эдвард Клайв был главнокомандующим британской армией в Индии (1756—1760, 1765—1767). В 1794 году он получил титул барона Клайва из Валкота в графстве Шропшир (пэрство Великобритании). В 1804 году вместе с графский титулом он получил титулы барона Поуиса из замка Поуис в графстве Монтгомеришир, барона Герберта из Чербери в графстве Шропшир и виконта Клайва из Ладлоу в графстве Шропшир. Эдварда Клайв был сыном знаменитого британского военного и государственного деятеля Роберта Клайва (1725—1774), который в 1762 году получил титул барона Клайва из Плесси в графстве Клэр (пэрство Ирландии).
В 1839 году 1-му графу Поуису наследовал его старший сын, Эдвард Герберт, 2-й граф Поуис (1785—1848). Он заседал в Палате общин от Ладлоу 1806—1839) и служил лордом-лейтенантом Монтгомеришира (1830—1848). В 1807 году лорд Поуис получил королевское разрешение на фамилию и герб «Герберт». Его сын, Эдвард Герберт, 3-й граф Поуис (1818—1891), представлял Северный Шропшир в Палате общин (1843—1848) и служил лордом-лейтенантом Монтгомеришира (1877—1891). Ему наследовал его племянник, Джордж Чарльз Герберт, 4-й граф Поуис (1862—1952). Он был сыном генерал-лейтенанта достопочтенного сэра Перси Эгертона Герберта (1822—1876), второго сына 2-го графа Поуиса. Лорд Поуис был лордом-лейтенантом Шропшира (1896—1951). В 1890 году он женился на Вайолет Иде Эвелин Герберт (1865—1929), 16-й баронессе Дарси де Найт (1903—1929). Их старший сын Перси Роберт Герберт, виконт Клайв (1892—1916), погиб в битве на Сомме. Их второй сын Мервин Горацио Герберт, виконт Клайв (1904—1943), унаследовал от матери в 1929 году баронский титул. После его смерти в 1943 году баронский титул получил его единственная дочь Давина Ингрэмс, 18-я баронесса де Дарси де Найт (1939—2008).
В 1952 году графский титул унаследовал Эдвард Роберт Генри Герберт, 5-й граф Поуис (1889—1974), двоюродный дядя 4-го графа Поуиса. Он был сыном достопочтенного полковника Эдварда Уильяма Герберта, сына достопочтенного Роберта Чарльза Герберта, четвертого сына 2-го графа Поуиса. Его преемником стал его младший брат, Кристиан Виктор Чарльз Герберт, 6-й граф Поуис (1904—1988). Его преемником стал его троюродный брат, Джордж Уильям Герберт, 7-й граф Поуис (1925—1993). Он был сыном Перси Марка Герберта (1885—1968), епископа Блэкберна и Норвича, и внуком генерал-майора Уильяма Генри Герберта, пятого сына 2-го графа Поуиса.
По состоянию на 2024 год, обладателем графского титула является его сын, Джон Джордж Герберт, 8-й граф Поуис (род. 1952), наследовавший отцу в 1993 году. Лорд Поуис является владельцем поместья Клан в графстве Шропшир.
Достопочтенный Роберт Генри Клайв (1789—1854), второй сын 1-го графа Поуиса, был с 1819 года женат на Гарриет Виндзор, 13-й баронессе Виндзор (1797—1869). Их внук, Роберт Джордж Виндзор-Клайв, 14-й барон Виндзор (1857—1923), в 1905 году получил титул графа Плимута.
Джордж Виндзор-Клайв (1838—1918), второй сын достопочтенного Роберта Генри Клайва и леди Виндзор, был депутатом Палаты общин от Ладлоу (1860—1885).
Основателем другой линии рода Клайв являлся преподобный Бенджамин Клайв, дядя 1-го барона Клайва. К представителям этой ветви относятся Джордж Клайв, Эдвард Клайв, Джордж Клайв, Эдвард Клайв, сэр Синди Клайв и сэр Роберт Клайв.
Родовое гнездо — замок Поуис в окрестностях Уэлшпула в графстве Монтгомеришир в Уэльсе.

## Графы Поуис, первая креация (1674)
- 1674—1696: Уильям Герберт, 1-й граф Поуис, 1-й маркиз Поуис (1626 — 2 июня 1696), единственный сын Перси Герберта, 2-го барона Поуиса (1598—1667);
- 1696—1745: Уильям Герберт, 2-й маркиз Поуис, 2-й граф Поуис (1665 — 22 октября 1745), единственный сын предыдущего и леди Элизабет Сомерсет;
- 1745—1748: Уильям Герберт, 3-й маркиз Поуис, 3-й граф Поуис (1698 — 8 марта 1748), старший сын предыдущего, умер неженатым в 1748 году.

## Графы Поуис, вторая креация (1748)
- 1748—1772: Генри Артур Герберт, 1-й граф Поуис (1703 — 10 сентября 1772), сын Фрэнсиса Герберта (ум. 1719) и внук Ричарда Герберта (ум. 1676);
- 1772—1801: Джордж Эдвард Генри Артур Герберт, 2-й граф Поуис (17 июля 1755 — 16 января 1801), единственный сын предыдущего.

## Бароны Клайв (1762)
- 1762—1774: Роберт Клайв, 1-й барон Клайв (29 сентября 1725 — 22 ноября 1774), сын Ричарда Клайва (ум. 1771);
- 1774—1839: Эдвард Клайв, 2-й барон Клайв (7 марта 1754 — 16 мая 1839), старший сын предыдущего, граф Поуис с 1804 года.

## Графы Поуис, третья креация (1804)

Герб графов Поуис

- 1804—1839: Эдвард Клайв, 1-й граф Поуис (7 марта 1754 — 16 мая 1839), старший сын 1-го барона Клайва из Плесси;
- 1839—1848: Эдвард Герберт, 2-й граф Поуис (22 марта 1785 — 17 января 1848), старший сын предыдущего;
- 1848—1891: Эдвард Джеймс Герберт, 3-й граф Поуис (5 ноября 1818 — 7 мая 1891), старший сын предыдущего;
- 1891—1952: Джордж Чарльз Герберт, 4-й граф Поуис (24 июня 1862 — 9 ноября 1952), второй сын генерал-лейтенанта сэра Перси Эгертона Герберта (1822—1876), внук 2-го графа Поуиса;
- 1952—1974: Эдвард Роберт Генри Герберт, 5-й граф Поуис (19 мая 1889—1974), сын полковника Эдварда Уильяма Герберта (1855—1924) и внук Роберта Чарльза Герберта (1827—1902), четвертого сына 2-го графа Поуиса;
- 1974—1988: Виктор Кристиан Чарльз Герберт, 6-й граф Поуис (28 мая 1904—1988), младший брат предыдущего;
- 1988—1993: Джордж Уильям Герберт, 7-й граф Поуис (4 июня 1925—1993), старший сын преподобного Перси Марка Герберта (1885—1968) и внук генерал-майора Уильяма Генри Герберта (1834—1909), пятого сына 2-го графа Поуиса;
- 1993 — настоящее время: Джон Джордж Герберт, 8-й граф Поуис (род. 19 мая 1952), старший сын предыдущего;
  - Наследник: Джонатан Николас Уильям Герберт, виконт Клайв (род. 5 декабря 1979), единственный сын предыдущего.